# Лілі Беркі
Амалія Терезія Беркі (угор. Berky Amália Terézia), відома як Лілі Беркі (угор. Berky Lili; 15 березня 1886 — 5 лютого 1958) — угорська акторка.
Народилася 15 березня 1886 року в Дьйорі, Австро-Угорщина. Була одружена з Дьюлою Гозоном. Померла 5 лютого 1958 року. 

## Вибрана фільмографія
- 1934 — Новий родич